# ۸-هیدروکسی-دی‌پی‌ای‌تی
۸-هیدروکسی-دی‌پی‌اِی‌تی (ایتالیایی: 8-OH-DPAT) یک ترکیب شیمیایی با شناسه پاب‌کم ۱۲۲۰ است. 